# Црква Светих апостола Петра и Павла у Јагњилу са собрашицама
Црква Светих апостола Петра и Павла у Јагњилу са собрашицама је споменик културе који се налази у селу Јагњило у градској општини Младеновац у Београду. Црква је подигнута 1841. године и припада територијално Епархији шумадијској. Представља непокретно културно добро као споменик културе од 2010. године.
У порти цркве налазе се собрашице, дрвене куће из XIX века које су служиле за окупљање народа у време разноразних светковина, сабора или црквених празника.

## Историја
На месту данашње цркве налазио се манастир такође посвеђен апостолима Петру и Павлу. Изграђен је у XIV веку, а ктитор је био Вукосав, отац српског властелина Црепа Вукославића. Муса Челебија, син султана Бајазита I током својих похода 1413. године срушио је до темеља манастир.
Након три века, око 1780. године, на месту порушеног манастира подигнут је нови и мањи. У њему је живело тридесетак калуђера, све до слома Првог српског устанка када су га Османлије још једном срушиле до темеља. Данашња црква изграђена је на темељима разореног манастира 1841. године, а један од ктитора био је и јагњилски трговац Павле Баџак.
Црква представља једнобродну грађевину правоугаоног облика са иконостастом осликаним у XIX веку. Унутрашњост је осликана током 1963. и 1964. године. У порти се у северозападном и западном делу налазе две очуване собрашице из XIX века, једине такве на територији Београда. Црква и куће са поседом чине јединствену културну целину. Крсна слава цркве је Свети Никола, који се слави 22. маја.

## Галерија
- Прилаз цркви
- Црквено гробље